# Müllers mimikry

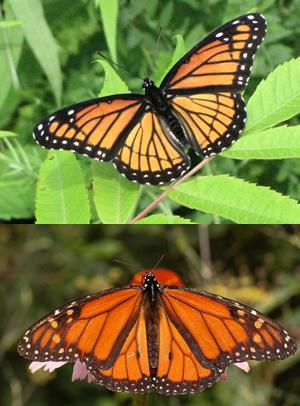
Fjärilsarten Limenitis archippus (ovan) är påfallande lik den illasmakande monarkfjärilen (nedan). Detta sågs länge som ett exempel på Bates mimikry. På senare år har dock upptäckts att arten är precis lika oätlig som monarkfjärilen. Det gör att man istället får betrakta likheten som ett exempel på Müllers mimikry.

Müllers mimikry är en defensiv form av mimikry som innebär att två arter som båda är giftiga eller oätliga liknar varandra. Detta förklaras av att varje rovdjur måste lära sig vilka arter som är ätliga genom att smaka på några individer, vilket betyder en viss "kostnad" även för en oätlig art. Denna "kostnad" minskar om flera oätliga arter delar på samma varningssignaler och därmed liknar varandra.
Redan den engelske upptäcktsresande Henry Walter Bates som beskrev och fick äran att namge Bates mimikry uppmärksammade detta fenomen, men kunde inte se någon förklaring till det. Det kunde däremot den tyske zoologen Fritz Müller, som var en av Charles Darwins första anhängare. ”Om två arter sammanblandades av ett rovdjur, var det större chans att individer av båda arterna skulle överleva”, menade Müller.
Müllers mimikry är unik på flera sätt. Främst för att båda arterna har fördel av mimikryn, vilket gör att den kan betecknas som ett slags mutualism. Men även tredje part, dvs. rovdjuret, har nytta av fenomenet, trots att den blir lurad.
Vidare kan de två arterna finnas i en gradlös skala från ofarliga till dödligt giftiga, vilket gör att Bates mimikry gradvis glider över i Müllers mimikry.
Dessutom kan en art utöva Bates mimikry gentemot ett rovdjur och Müllers mimikry gentemot ett annat.

## Bakgrund kring Müllers mimikry
Fjärilsarten Limenitis archippus är förvillande lik den illa smakande Monarkfjärilen. Länge sågs det som ett bra exempel på Bates mimikry. På 1990-talet upptäcktes emellertid att också L. archippus smakar illa och att det alltså handlar om Müllers mimikry.
Det var den tyske zoologen Fritz Müller som kunde ge en godtagbar förklaring till den skyddande likhet som förbryllat Henry Walter Bates. Även Müller tillbringade en betydlig del av sin yrkesverksamma tid i Brasiliens regnskogar och hade en försvarlig fjärilssamling.
Att förstå mekanismerna med Müllers mimikry är omöjligt, om man inte först förstår aposematismen – varningssignalerna. Rovdjur lär sig att instinktivt undvika bytesdjur med aposematiska signaler, men lär sig oftare från erfarenhet. Rovdjuret får lättare att lära sig att undvika det skadliga eller oätliga bytesdjuret. Utvecklingen av mimikry kommer här att ske mellan motpolerna aposematism och kamouflage, beroende på vilket som är gynnsammare för bytesdjuret.
Motpolerna är dessutom inte oförenliga, utan kan ibland samverka, för att kamouflera bytesdjuret som ett rovdjur, men att göra det synligt och aposematiskt för ett annat. Ännu vanligare är att bytesdjuret är dolt till dess att det känner sig hotat och då visar varningssignalerna. På det viset kan det utnyttja fördelarna med båda strategierna på bästa sätt. 
Strategierna kan se olika ut under ett djurs utvecklingsstadier. Kålfjärilen är aposematisk som larv, men utvecklar Müllers mimikry som fjäril.
Att många olika varningssignaler används av rovdjurets bytesarter är till nackdel för alla parter. Tänk om bytesdjuren kunde gå ihop och bestämma sig? Men här kommer evolutionsbiologin till undsättning. En art som liknar en annan som är farligare kommer att leva tryggare när rovdjuret gör sina bytesval, och därmed sorteras som framgångsrik och få föra sina gener vidare. Selektionen fungerar på exakt samma sätt vare sig vi studerar Bates mimikry eller Müllers mimikry.
Det var så Müller förklarade “Bates paradox” på 1870-talet: Det är inte en art som utnyttjar och lurar en annan; det är ett mutualistiskt förhållande.